# 慕尼黑-里姆机场
慕尼黑－里姆机场（德語：Flughafen München-Riem）是德国拜仁州首府慕尼黑一座于1939年开始运营的国际机场，至到1992年被新建成的慕尼黑弗朗茨·约瑟夫·施特劳斯机场所取代而关闭。机场原有的大部分建筑都已被拆除，如今已被改造成包含住宅和商业大楼的里姆博览城（Messestadt Riem）、慕尼黑新展会（Neue Messe München）和里姆公园（Riemer Park），并成功举办了2005年德国园艺展（Bundesgartenschau 2005）。

## 位置及地面交通
慕尼黑－里姆机场位于慕尼黑市中心以东约10公里的特鲁德灵-里姆区。机场地区有切线与A94号高速公路和471号国道相连，通过设于保罗·亨利·斯派克大街（Paul-Henri-Spaak-Straße）的出口可抵达机场。里姆火车站距离机场约1公里，在此可搭乘轻轨通往慕尼黑。

## 历史

### 运营初期
在此前的奥伯维森菲尔德机场开始运作后不久，便已明显不能满足空中交通的需求，因其受场地限制而无法扩建。1936年，里姆被确定为新机场的兴建地，并开始由建筑师恩斯特·萨格比尔负责规划，他同时也是柏林－滕珀尔霍夫机场和斯图加特机场的设计者。里姆机场于1937年开始施工建造，原计划在1939年9月1日开幕，成为当时全球最具现代化的机场之一。然而，第二次世界大战的爆发推迟了开幕时间，直到1939年10月25日，汉莎航空一架从柏林飞来的容克Ju 52才首次作为民用航班抵达机场。1939年11月11日，阿道夫·希特勒于喬治·艾爾塞的对其执行暗杀行动失败的三天后在此乘坐Fw 200偵察機离开，成为当时的一个特殊事件。
在二战期间，慕尼黑－里姆机场还成为了納粹德國空軍的军事基地，亦因其军事用途始终是盟军炸弹袭击的目标。此时仍在此运营民用航空交通服务的公司仅剩汉莎航空和瑞士航空。至1945年4月9日，在机场设施受到连续轰炸而几近摧毁后，其唯一的民用航空也停止了运营。

### 二战后
1948年3月9日，美国占领区军事政府办公室（Office of Military Government for Germany）和拜仁州政府正式同意恢复在里姆的飞行运营，首个航班是一架泛美航空的道格拉斯DC-3从伦敦抵达。里姆机场也成为在战争结束后，德国第一个重新开放的民用机场。1948年5月6日，继泛美航空之后，荷兰皇家航空也从1948年5月6日起开办了由阿姆斯特丹经斯图加特到慕尼黑的航班。1948年5月25日，慕尼黑市议会决定为机场的企业管理提供担保，对此还于同年6月22日与军事政府办公司签署了一项协议：自1948年11月9日起，慕尼黑的飞行业务将由美国主导的飞行管理机构查尔斯·D·戴利（Charles D. Daily）接管经营。1948年5月30日，美国空军撤离机场。1949年10月12日，机场的运营公司慕尼黑－里姆机场有限公司成立，拜仁州政府及慕尼黑市政府各持有五成股权，而此前的同年4月1日，军事政府办公司与持股人之间签署的机场运营合同被终止。乌尔夫-迪特·格拉芙（Wulf-Dieter Graf zu Castell）被任命为董事长，并任职至1972年。同样在该年，机场对机场起降跑道进行了扩建，工程于11月22日完成，扩建后的跑道达到1907米长和60米宽。
1951年，荷兰皇家航空开始利用洛克希德超级星座提供定期航班飞往纽约，这是当时可作越大西洋飞行的一个机种。同年8月16日，一座新的到达大厅投入使用。汉莎航空于1955年4月1日开始航班运作，提供由慕尼黑－里姆至汉堡的定期航线。

### 喷气机时代的开始

法国航空的南方航太快帆飞机是首度降落在里姆的喷气式飞机

1956年12月，美国空中机动司令部（Air Mobility Command）开始接收匈牙利难民到美国，慕尼黑－里姆机场成为连接两地的空中桥梁。运输任务使用洛克希德超级星座，这也是美国总统德怀特·艾森豪威尔使用的空军一号机型。1958年2月6日，一架英国欧洲航空的609号班机在里姆附近坠毁，造成23人罹难，包括8名曼彻斯特联队的足球员和3名职员,事故原因是飞机在里姆机场积雪的跑道上第三度尝试起飞时失败。虽然早在1957年10月4日机场便已决定延长跑道以供喷气式飞机的使用，但直至事故发生后的1958年3月24日施工工作才开始进行，并于1958年10月29日投入使用。就在同一天，法国航空的一架南方航太快帆飞机成为首度降落在慕尼黑的喷气式飞机；1959年5月16日，首个由喷气式飞机执飞的定期航班开通，投入北欧航空由斯堪的纳维亚经慕尼黑前往中东地区的航线，运营同样也是采用南方航太卡拉维尔。同年12月7日，波音707飞机首次在里姆降落。1960年12月17日，发生了慕尼黑迄今最为严重的空难，一架美国空军的康维尔CV340飞机在慕尼黑圣保罗大教堂附近巡航并坠毁，造成52人丧生。1962年，机场的客运量首次超过100万人次。
1963年，拜仁州及慕尼黑市政府联合成立了“厄克斯勒委员会”（Oechsle-Kommission），负责寻找新建一座机场的选址。原计划在里姆扩建平行起降跑道或扩建现有设施的区域因过于靠近密集社区而被迫搬迁。而此前一些事故的发生也令民众要求机场“远离城市”的诉求日渐高涨。
1965年10月，汉莎航空一座价值1000万德国马克的喷气式飞机维修库在机场投入使用。

### 扩张

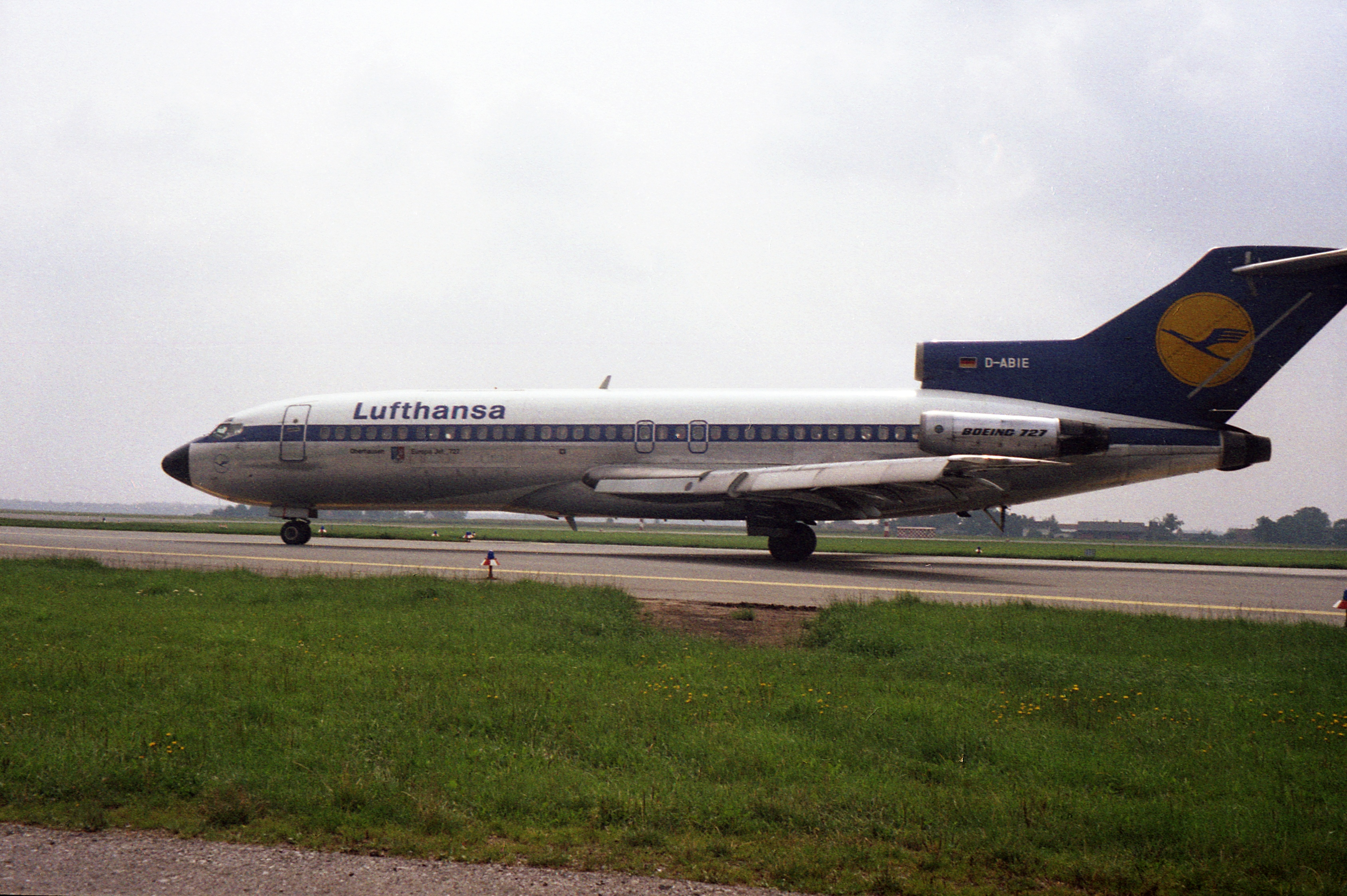
汉莎航空的一架波音727-200在里姆机场（1970年代）

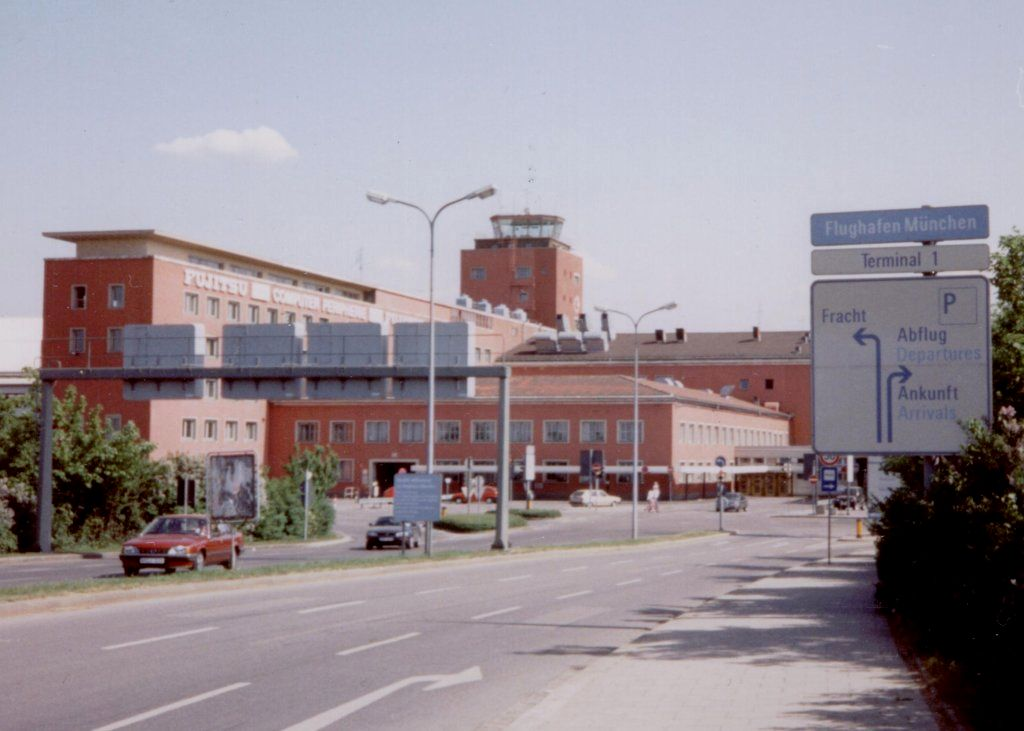
机场入口及主体建筑（1992年）

1969年，慕尼黑－里姆机场有限公司更名为慕尼黑机场有限公司，并进一步扩建其07R/25L起降跑道，使该跑道的最终长度达2804米。1971年，全新的到达大厅启用，这一年的旅客人数超过400万大关。
1991年，机场共发送了1200万人次的旅客。此时机场的处理量已超过实际的容量上限。受到空间的限制机场无法建立起高效的起降跑道系统，只能通过自身临时扩建的航站楼和发送大厅供航空公司进行操作管理。
1992年5月17日，机场通宵完成了所有业务向新机场的移交，新的慕尼黑机场位于弗赖辛附近的埃尔丁沼泽。随后慕尼黑－里姆机场正式关闭，其机场识别码MUC和EDDM均被沿用至新机场。

## 后续使用

### 文化中心
在结束飞行运营后，机场曾被临时用作文化中心举办一些大型活动，例如在航站楼建筑内举办音乐会或锐舞派对、在起降跑道上举办跳蚤市场等。特别是铁克诺音乐和另类摇滚乐令原里姆机场享有很高的国际知名度。
1993年8月27日至29日在原机场举行了为期三天的“德国露天摇滚嘉年华（Open-Air-Festival Rock over Germany）”，包括王子、蒂娜·透納和罗德·斯图尔特在内等众多国际明星和音乐家参与了演出。尽管受到恶劣天气的影响，活动还是吸引了超过185,000名歌迷来到机场。1994年3月1日，涅槃乐队的最后一场音乐会在原1号航站楼举行。1994年6月17日，铁克诺音乐俱乐部在原厨房和餐厅开业。
文化中心于1996年夏天关闭，并以一个艺术园取代，因为此地需要被用来建造里姆博览城。

### 里姆博览城
里姆博览城是由原机场改建而成的集住宅、写字楼、购物中心、展览场地和园林建筑于一身的大型商住中心，是慕尼黑在20世纪90年代末至21世纪初规模最大的城市发展项目之一，于1998年2月竣工。
2005年在里姆博览城成功举办了德国园艺展。

### 残存的建筑
塔台、徽章陈列馆和航站楼等建筑作为机场原有的标志性建筑被保留了下来；而在里姆公园的东端和西端仍可分别找到50米x45米的原起降跑道一隅和原出發长廊；此外纪念英国欧洲航空609号班机空难的牌匾至今也依然存在；德意志博物馆则收藏了原塔台内部的一些部件。旧机场的其余部分分部在如今的里姆博览城内，虽然近在咫尺有时却很难找到。

## 灾难事故
- 1958年2月6日，英国欧洲航空一架班号为BE609的空速AS 57飞机由贝尔格莱德飞往曼彻斯特，中途经停慕尼黑－里姆机场加油。下午3时04分，在两度起飞失败后飞机开始尝试第三次起飞，结果因速度不足而未及爬升，冲出跑道并起火燃烧，机上44名乘客及机组人员当中23人罹难，当中包括8名曼联球员，史称“慕尼黑空难”。导致事故的主要原因是跑道末端的积雪减慢了即将起飞的飞机时速，飞机未能达到起飞所需的速度，跑道亦再没有剩余空间终止起飞，最终导致飞机冲出跑道撞毁。[7]
- 1982年7月31日，在航站楼一个前往以色列的候机厅中发生炸弹袭击，造成7名游客重伤。

## 运营数据
| 企业年度 | 客载客人次 | 载货吨数 | 起降架次 |
| -------- | ---------- | -------- | -------- |
| 1950     | 69,044     | 1,273    | 5,332    |
| 1960     | 794,613    | 7,506    | 50,108   |
| 1970     | 3,550,929  | 31,943   | 102,907  |
| 1980     | 6,057,997  | 39,091   | 142,032  |
| 1990     | 11,423,838 | 61,221   | 191,856  |